# Talzemt

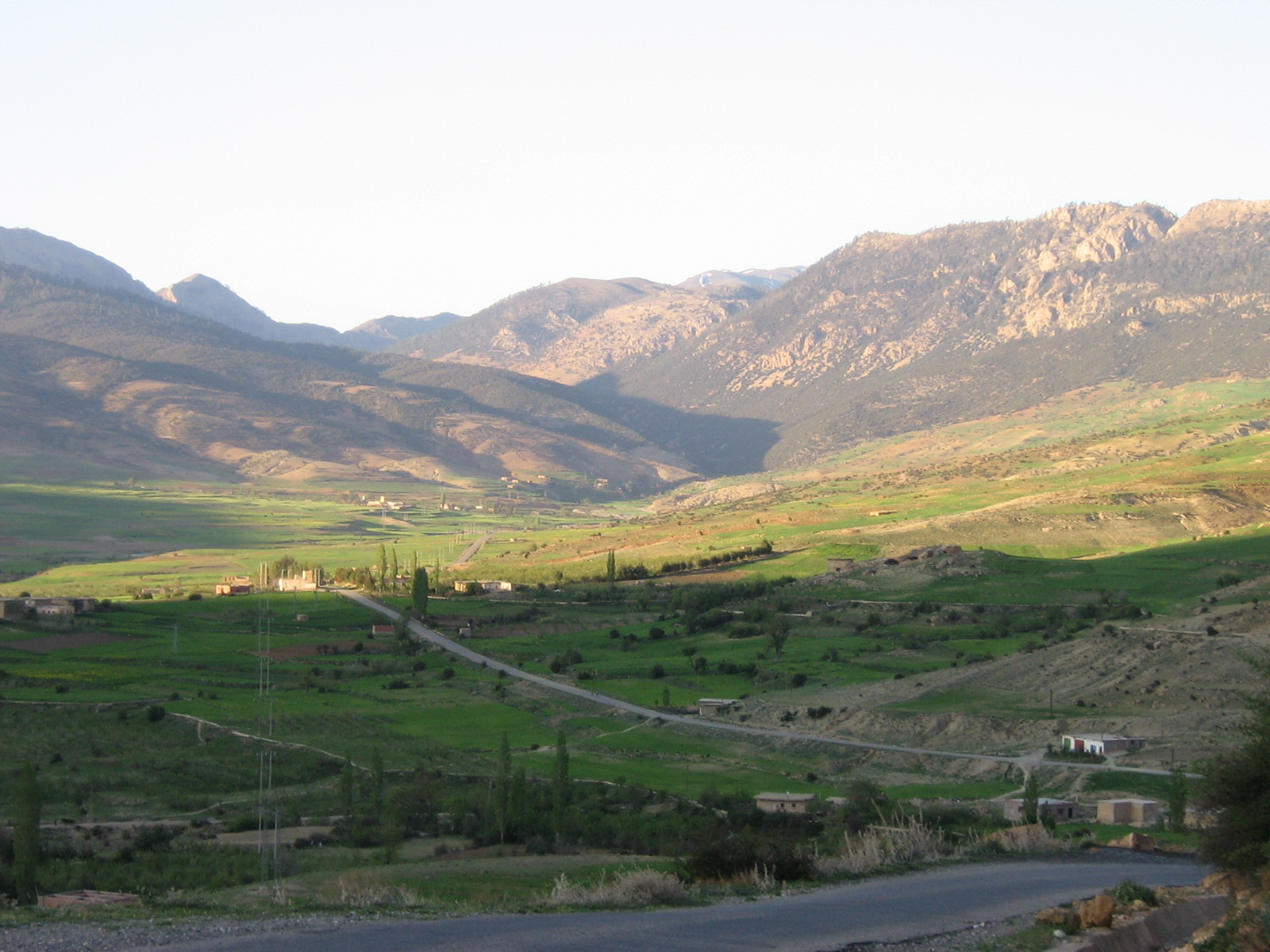
Vue de Talzment

Talzemt est, dans le cadre de l'organisation territoriale du Maroc, une commune rurale de la province de Boulemane, dans la région de Fès-Boulemane. Au sein de sa province d'appartenance, elle est rattachée au caïdat de Marmoucha et, au-delà, au cercle de Boulemane. Son chef-lieu est un village du même nom.
De 1994 à 2004 (années des derniers recensements), sa population a augmenté d'environ 16 %, passant de 3 710 à 4 307 habitants.